# الیت ۱
لیگ برتر فوتبال کامرون (انگلیسی: Elite One)(همچنین از سال ۲۰۰۷ به دلایل حمایت مالی به عنوان ام‌تی‌ان الیت ۱ نیز شناخته می شود) بالاترین بخش سیستم لیگ فوتبال حرفه ای در کامرون است که از زمان تأسیس آن در سال ۱۹۶۱ توسط فدراسیون فوتبال کامرون اداره می شود.